# Кэри, Джейми
Джейми Ли Кэри (англ. Jamie Leigh Carey; род. 12 марта 1981 года в Хатчинсоне, штат Канзас, США) — американская профессиональная баскетболистка, выступавшая в женской национальной баскетбольной ассоциации. Была выбрана на драфте ВНБА 2005 года в третьем раунде под общим тридцать первым номером клубом «Финикс Меркури». Играла на позиции разыгрывающего защитника. После окончания спортивной карьеры возглавила тренерский штаб школьной команды «Санд-Крик Скорпион». В настоящее же время является ассистентом главного тренера родной студенческой команды «Техас Лонгхорнс».

## Ранние годы
Джейми родилась 12 марта 1981 года в городе Хатчинсон (штат Канзас) в семье Майка и Дебби Кэри. Ещё в детстве её семья переехала в город Торнтон (штат Колорадо), там она училась в средней школе Хоризон, в которой выступала за местную баскетбольную команду.